# Sven-Eric Söder

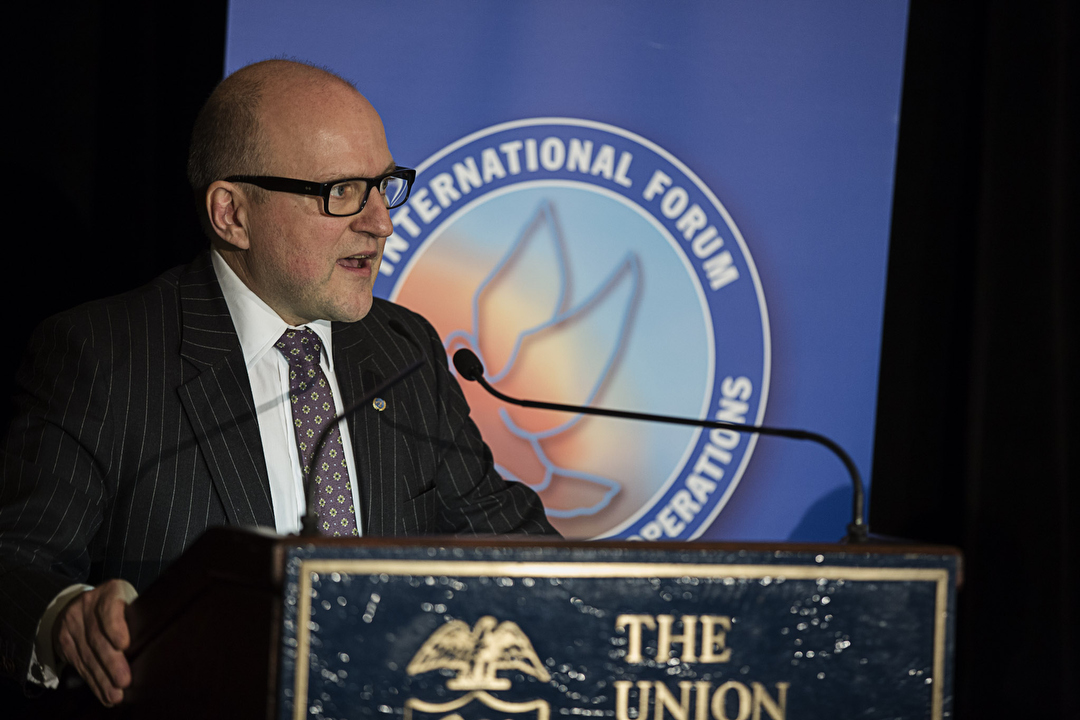
Sven-Eric Söder på Challenges Forum Seminar 2013 i New York

Sven-Eric Söder, född 1956, är en svensk ämbetsman och socialdemokratisk politiker. 
Sven-Eric Söder var i sin ungdom aktiv i SSU, bland annat som ansvarig för internationella frågor. Han arbetade 1988-91 på Försvarsdepartementet. Efter den socialdemokratiska valförlusten 1991 ledde Söder en översyn av arbetarrörelsens internationella verksamhet. Arbetet resulterade i tillkomsten av Olof Palmes Internationella Centrum där han tjänstgjorde som Östeuropahandläggare och senare som kanslichef. 
Åren 1997-98 var han statssekreterare i Näringsdepartementet,1998-2002 i Utrikesdepartementet och 2002-06 i Näringsdepartementet.
Efter den socialdemokratiska valförlusten 2006 var han från 2007 kommunikationsdirektör på läkemedelsföretaget Pfizer. Söder har också drivit konsultverksamhet i det egna företaget SES Public Affairs AB, samt varit kanslichef för Socialdemokraterna 2011-12. Under tiden december 2012 till april 2022 var Söder generaldirektör för Folke Bernadotteakademin. År 2021 utsågs Söder till ny ordförande i Exportkreditnämnden (EKN) och Statens medicinsk-etiska råd (Smer). Söder var också vice ordförande för Konstfack.